# FKM
FKMは、ASTM国際規格D1418で定義されているフルオロカーボンベースのフルオロエラストマー素材の一種である。ISO1629ではFPMと呼ばれる。（いずれも初版1995年、2013年版） 一般的にはフッ素ゴムまたはフルオロラバーと呼ばれている。すべてのFKMはモノマーとしてフッ化ビニリデンを含んでいる。元々はデュポン社（バイトンというブランド名で、現在はケムール社が所有）が開発したものだが、今日では以下のような多くの企業がFKMを製造している。ダイキン（Dai-El）、3M（Dyneon） 、Solvay S.A.（Tecnoflon） 、HaloPolymer（Elaftor）  、Gujarat Fluorochemicals（Fluonox） 、Zrunek（ZruElast）、そしてVSK Industrialを含むいくつかの中国メーカー 。フッ素ゴムは、ネオプレンゴムやニトリルゴムよりも高価であるがFKMは耐熱性と耐薬品性に優れている。FKMはその化学組成、フッ素含有量、または架橋メカニズムのいずれかに基づいて、異なるクラスに分けられている。

## 特性
フッ素エラストマーは、他のエラストマーと比較して、優れた高温耐性（最大500°Fまたは260°C  ）と強力であると同時にディーゼル燃料、エタノールなどの混合物や多くの化学薬品や流体に対して最も効果的な安定性を兼ね備えている。
腐食性の強い化学物質に対するフッ素エラストマーの性能は、ベースポリマーの性質と、最終製品（例：Oリング）の成形に使用される配合成分に依存する。配合成分の中には、一般的に炭化水素には適合するが、アセトンやメチルエチルケトンなどのケトン類、酢酸エチルなどのエステル系溶剤、アミン類、酢酸などの有機酸には適合しないものがある。 
密度が1800kg/m3以上もあり大半のゴムよりも高密度であるため、他の多くのエラストマーと簡単に区別できる。  

## 使用例
優れた性能により、次のような多くの分野で使用されている。
- 化学プロセスおよび石油精製。化学薬品に対する耐性があるため、シール、ポンプ、ガスケットなど。
- 分析および処理機器：セパレーター、ダイアフラム、円筒形継手、フープ、ガスケットなど。
- 半導体製造
- 食品および医薬品の製造
- 航空宇宙：使用温度が高く、減圧低温環境におかれるので、優れた耐熱性・耐寒性が必要。1969年に打ち上げられたアポロ11号に乗り込んだ宇宙飛行士たちが履いていたブーツが3M社製のFKMで作られていた。

FKMは高い快適性と耐汚染性を保証しながら、長期間にわたって皮膚油と接触しながら光にさらされても摩耗と変色が少ないためウェアの素材に適している。 
FKMのOリングはスキューバダイビングでナイトロックスと呼ばれる混合ガスを使用するダイバーによって安全に使用されてきた。 FKMが使用されるのは、ナイトロックスに含まれる酸素の割合が高くなっても発火する可能性が低く、腐食しにくいためである。
FKMには幅広い用途があるが、他の素材と比べてコストが法外に高くなる。このため航空宇宙分野のように高コストでも卓越した性能を必要とする分野向けで、低コストの製品には向いていない。
FKM /ブチル手袋は、ニトリルで作られた一般的に使用される手袋を破壊または浸透させる多くの強力な有機溶剤に対して不浸透性が高く安全である。